# Новиковка (Ростовская область)
Новиковка — село в Куйбышевском районе Ростовской области.
Входит в состав Лысогорского сельского поселения.

## Население
| 2010 |
| ---- |
| 490  |

По данным переписи 1926 года по Северо-Кавказскому краю, в колонии Новиковка числилось 85 хозяйств и 441 житель (206 мужчин и 235 женщин), из которых все 441 — немцы.

## Улицы
- ул. Дружбы,
- ул. Мира,
- ул. Октябрьская,
- ул. Победы,
- пер. Юбилейный.